# Gau Baden-Elzas
Baden-Elzas (Duits: Gau Baden-Elsaß, of ook Gau Oberrhein) was een gouw (afdeling) van de NSDAP.  Zoals de naam zegt omvatte zij het Duitse Baden en de Franse Elzas.  
Na de machtsovername van de nazi's in Duitsland in 1933 kregen de gouwen en hun gouwleiders een soort territoriale macht naast de oude deelstaten.  Op dat moment was dat uiteraard enkel in Baden.   Na de bezetting van Frankrijk en de annexatie van Elzas-Lotharingen in 1940 werd er formeel geen rijksgouw Baden-Elzas gecreëerd.  Niettemin ging gouwleider Robert Heinrich Wagner, een medestander van het eerste uur van Adolf Hitler, de beide gebieden beheren.
Het concentratiekamp Natzweiler-Struthof lag in de gouw.

## Ambtsbekleders
De volgende personen behoorden tot de gouwleiding:
- Gauleiter:
  - Robert Heinrich Wagner (26 februari 1925 – eind april 1945)

- Gauleiterstellvertreter: 
  - Karl Lenz (1926 – augustus 1931)
  - Walter Köhler (augustus 1931 – mei 1933)
  - Hermann Röhn (1934 – 1945)